# جیم مک‌مانوس (بازیگر)
جیم مک‌مانوس (انگلیسی: Jim McManus؛ زاده ۱۹ مه ۱۹۴۰، در بریستول) یک بازیگر بریتانیایی است که در نقش‌های تلویزیونی، صحنه‌ای و سینمایی مختلف از جمله اوج مخملی، قلب قانون‌شکن و فقط احمق‌ها و اسب‌ها بازی کرده‌است. در دهه ۱۹۷۰ او در سریال دکتر هو ظاهر شد. او همچنین در درام تلویزیونی محبوب تپش قلب و دو بار در درام تحسین‌شده یادآورنده بازی کرده‌است. او همچنین صداپیشه فیلم پویانمایی جستجوی قلب در سال ۲۰۰۷ بوده‌است.
مک مأنوس در نقش کوچکی را به عنوان ابرفورث دامبلدور (ذکرشده به‌عنوان «بارمن») در هری پاتر و محفل ققنوس (۲۰۰۷)، پنجمین فیلم هری پاتر، ایفا کرد. او همچنین در فیلم‌های مسابقه‌ای رؤیای نقره‌ای (۱۹۸۰)، فقط الماس بخواه (۱۹۸۸)، آهنگ دوست (۱۹۹۱) و سست‌عفاف (۲۰۰۸) نقش‌هایی داشت و در فیلم غرور به کارگردانی متیو وارچوس در سال ۲۰۱۴ بازی کرد.